# Marco Minghetti
Marco Minghetti (Bolonha, 18 de novembro de 1818 – Roma, 10 de dezembro de 1886) foi um político italiano. Ocupou o cargo de primeiro-ministro da Itália.